# Cephalocereus macrocephalus
Cephalocereus macrocephalus, conocido comúnmente como tetecho falso, es una especie de planta suculenta perteneciente al género Cephalocereus, dentro de la familia Cactaceae. Es endémica de México concretamente en los estados de Puebla y Oaxaca.  

## Descripción

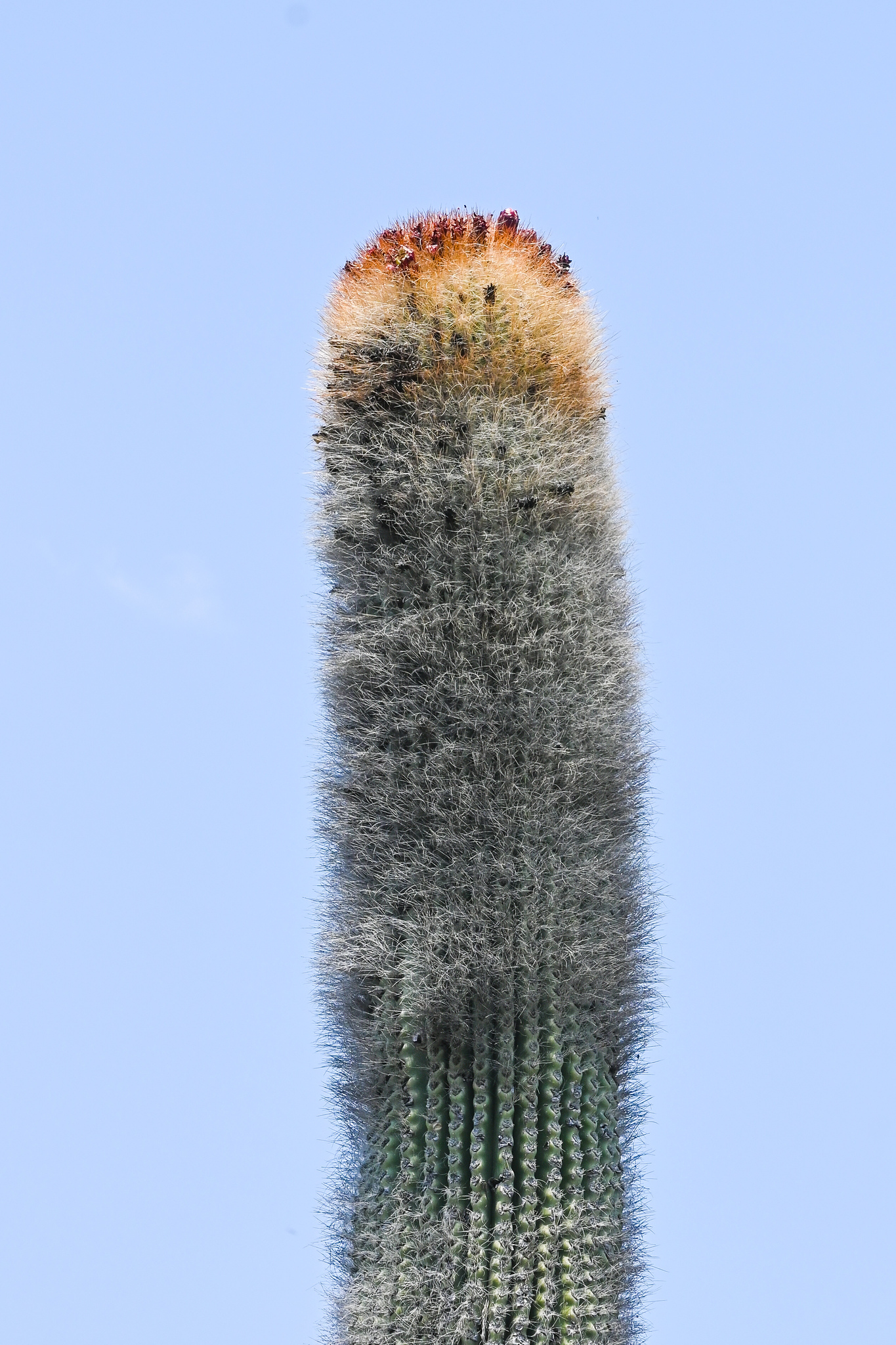
Detalle del pseudocefalio

Cephalocereus macrocephalus es una especie de cactus que aunque generalmente crece de forma ramificada, a veces también lo hace de forma individual, alcanzando alturas de entre 7 a 15 m. El tronco suele tener un diámetro de 30 a 60 cm, y los tallos, de tipo columnar, son de color verde turbio y llegan a tener un diámetro de 30 a 40 cm. 
Presentan de 17 a 26 costillas bajas y romas sobre las que se asientan las areolas. En ellas, de entre las espinas centrales que hay (de 1 a 3), encontramos 1 que está aplanada. Además, también presenta de 8 a 12 espinas radiales de color grisáceo, extendidas y de hasta 1 cm de longitud.
Las flores son de color blanco, de forma cilíndrica a tubular, y surgen de una estructura lanosa de color amarillo llamada pseudocefalio que aparece terminalmente. Miden de 1,2 a 1,6 cm de largo y alcanzan un diámetro de 2,1 a 2,8 cm. Su pericarpelo y tubo floral están cubiertos de pequeños tubérculos y escamas anchas. Los frutos son esféricos, de color rojo púrpura, miden hasta 2 cm de largo y están cubiertos de escamas.

## Distribución y hábitat
El área de distribución nativa de esta especie es México (concretamente en los estados de Puebla y Oaxaca) y crece principalmente en biomas desérticos o de matorrales secos.

## Ecología
La microbiota asociada a esta especie incluye bacterias metilotróficas, (ver Methylotroph), tanto en la superficie del tallo como en el interior de la planta. Se cree que estas comunidades podrían tener efectos benéficos en el crecimiento de la planta, aunque aún no ha sido demostrado.
Además, como las flores de Cephalocereus macrocephalus son nocturnas, sus principales polinizadores son los murciélagos Choeronycteris mexicana, Leptonycteris curasoae y Leptonycteris nivalis.

## Taxonomía
Cephalocereus macrocephalus fue descrita por los botánicos Frédéric Albert Constantin Weber y Karl Moritz Schumann y publicada por primera vez en el libro Gesamtbeschreibung der Kakteen: 197 en 1897.
Etimología
- Cephalocereus: nombre genérico que deriva de la palabra griega kephalē (que significa 'cabeza', en alusión a la estructura lanosa llamada cefalio donde nacen sus flores), y la palabra latina cereus (que se traduce como 'vela' o 'cirio'), haciendo alusión a su forma alargada perfectamente recta. También puede hacer referencia al género Cereus, por lo que se traduciría como 'cereus con cabeza o cefalio'.[5]
- macrocephalus: epíteto específico que deriva de las palabras griegas makros (que significa 'grande') y kephalos (que significa 'cabeza') y haciendo referencia a que la especie presenta un cefalio terminal grande.[6]

Sinonimia
- Carnegiea macrocephala (F.A.C.Weber ex K.Schum.) P.V.Heath, 1992
- Cereus macrocephalus (F.A.C.Weber ex K.Schum.) A.Berger, 1905
- Cereus ruficeps (F.A.C.Weber) Vaupel, 1913
- Mitrocereus ruficeps (F.A.C.Weber) Backeb., 1960
- Neobuxbaumia macrocephala (F.A.C.Weber ex K.Schum.) E.Y.Dawson, 1952
- Pachycereus ruficeps (F.A.C.Weber) Britton & Rose, 1920
- Pilocereus macrocephalus (F.A.C.Weber ex K.Schum.) F.A.C.Weber, 1898
- Pilocereus ruficeps F.A.C.Weber, 1905

## Estado de conservación
En la Lista Roja de Especies Amenazadas de la UICN, la especie está clasificada como de “Preocupación Menor (LC)”.

## Usos
Se cultiva principalmente como planta ornamental y su propagación se realiza normalmente a través de esquejes o semillas.

## Galería

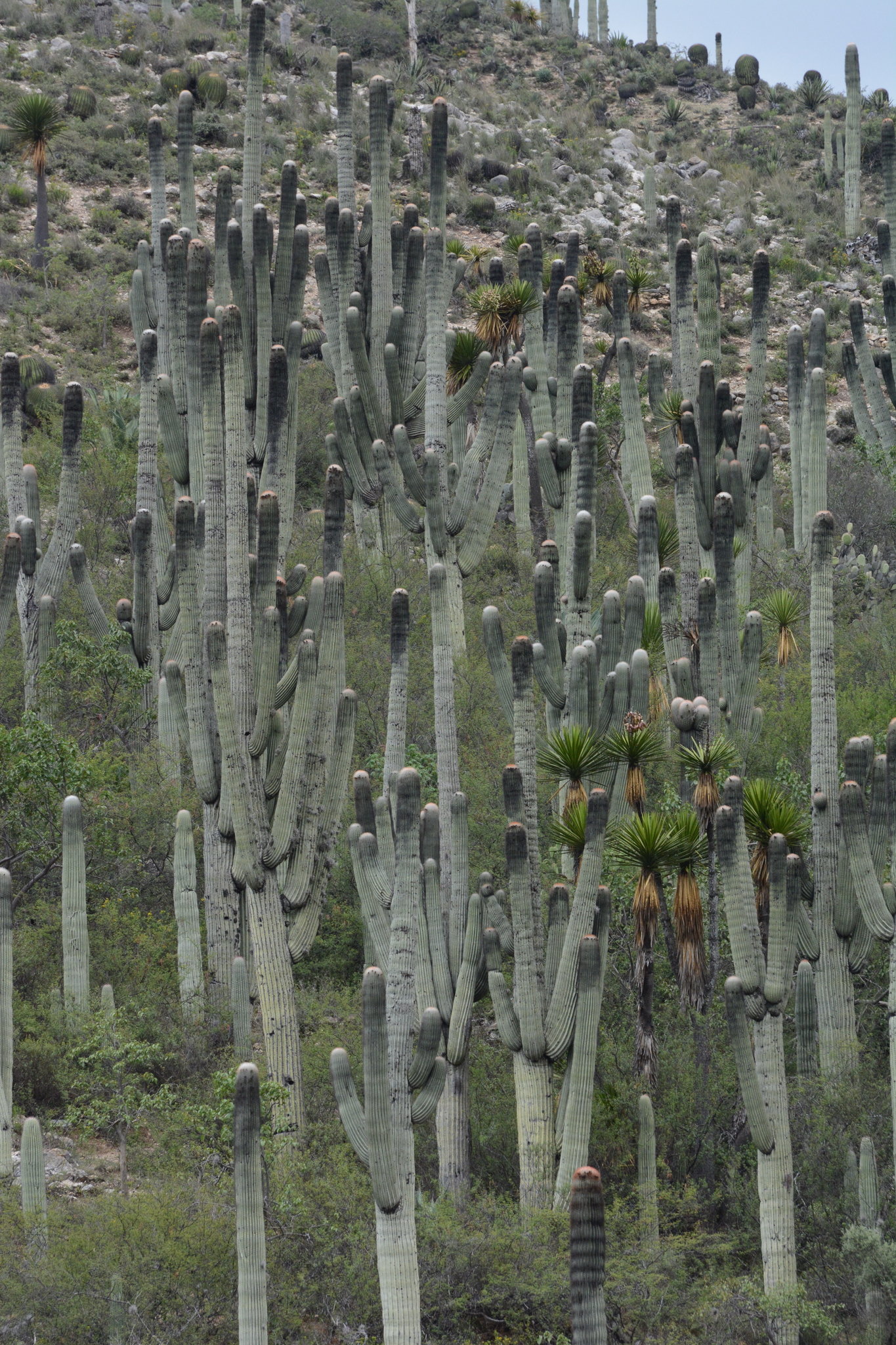
Plantas en su hábitat
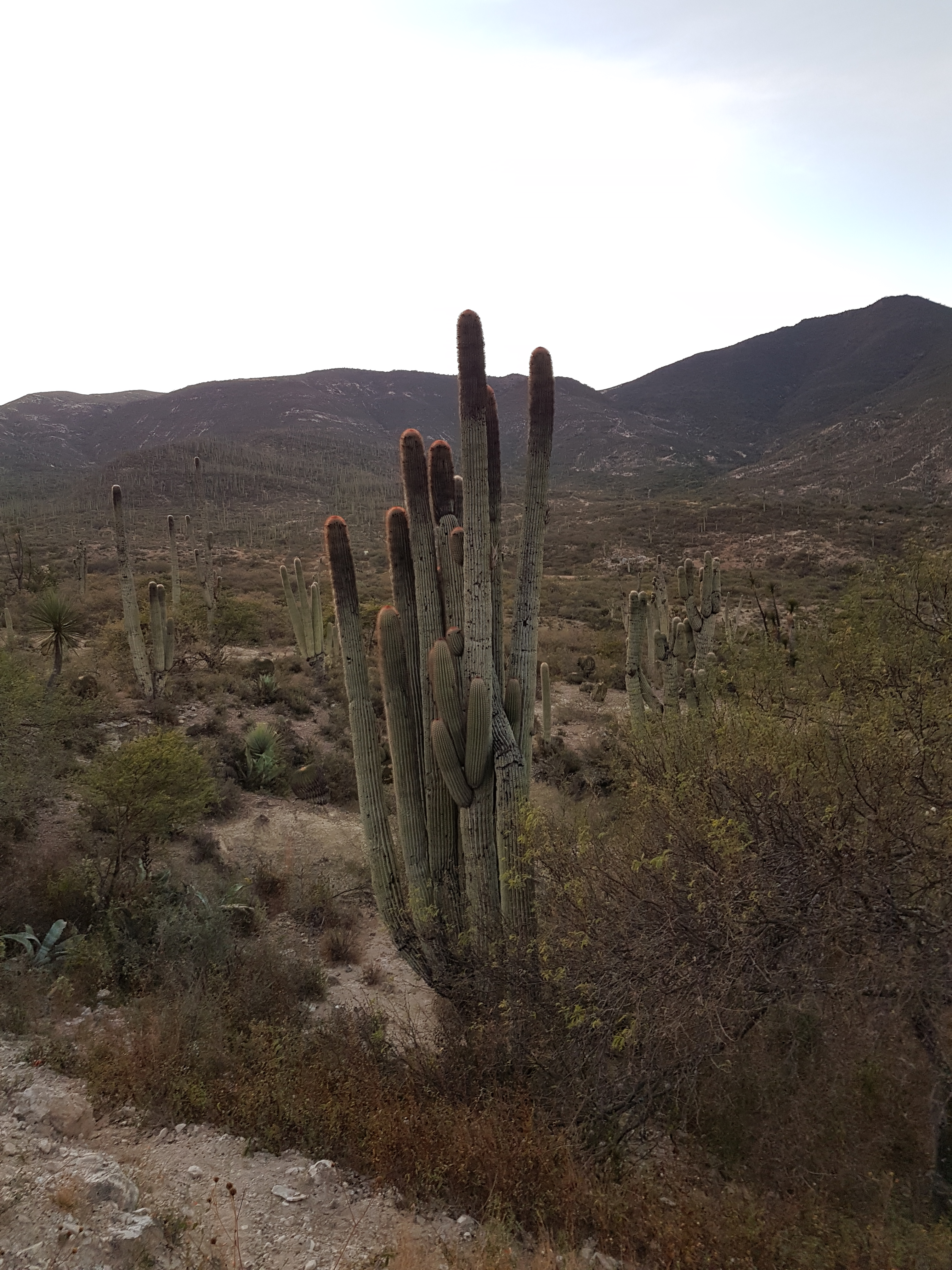
Porte arborescente
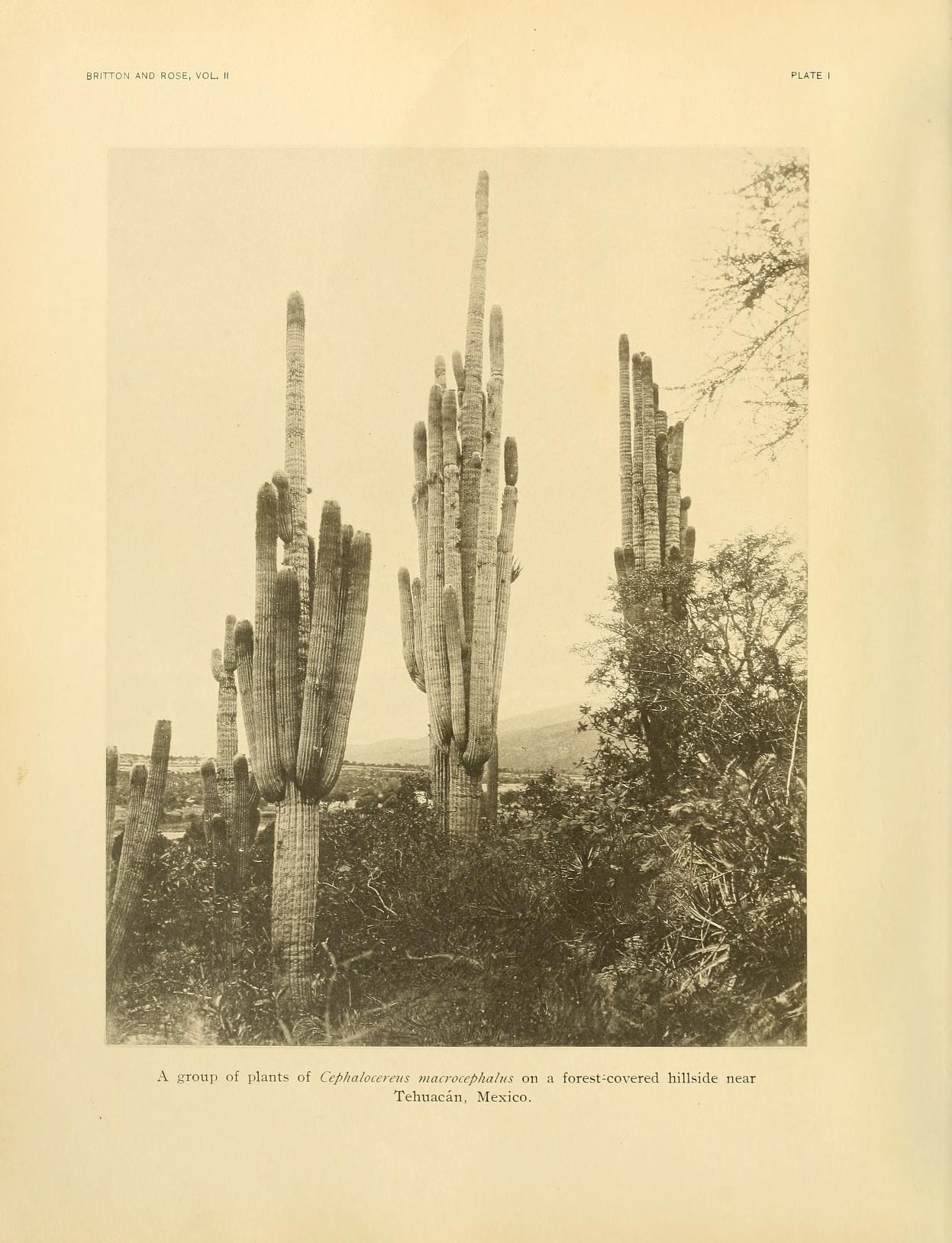
Imagen de 1920 en el libro de Britton y Rose.
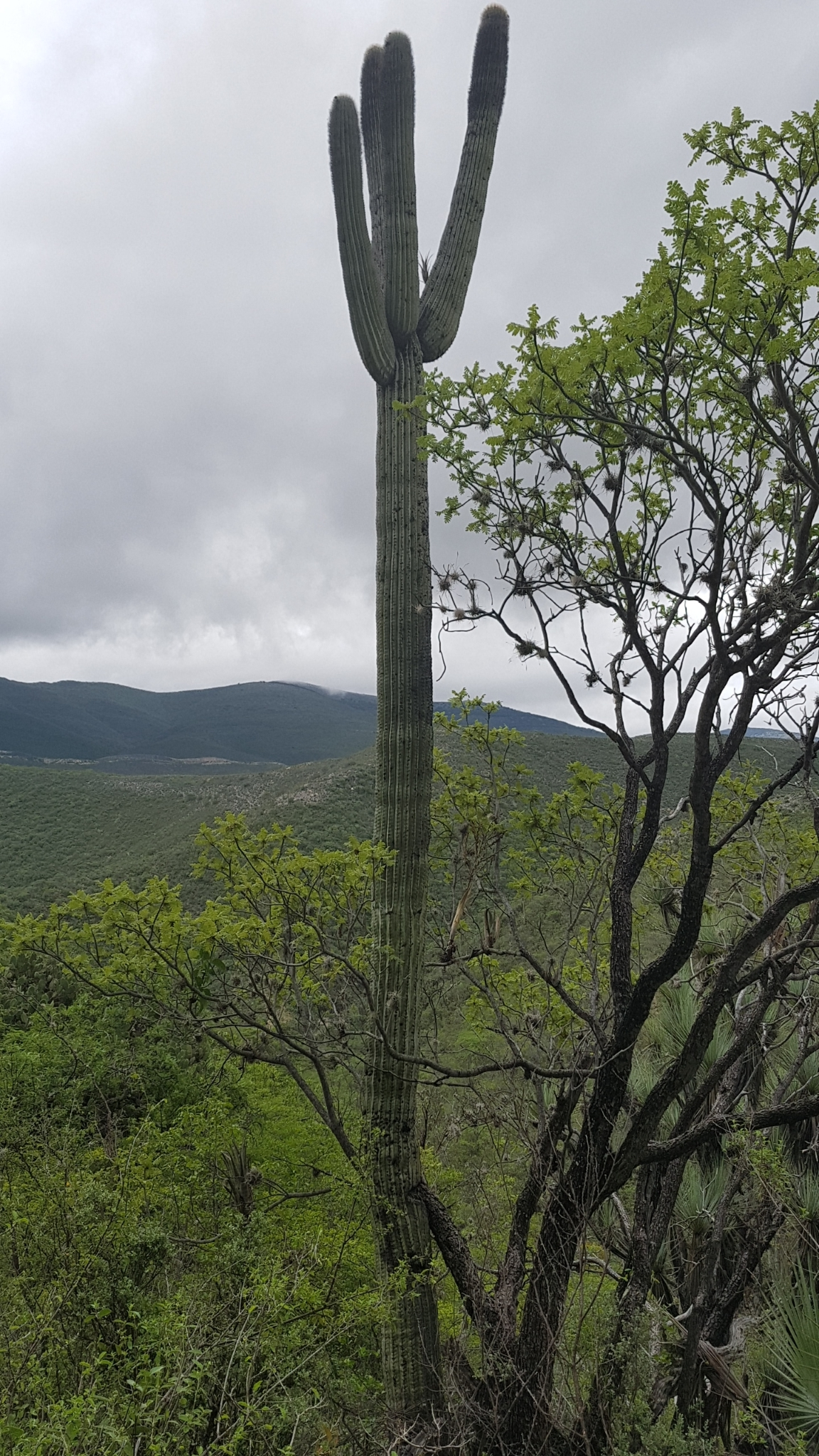
Porte de la planta
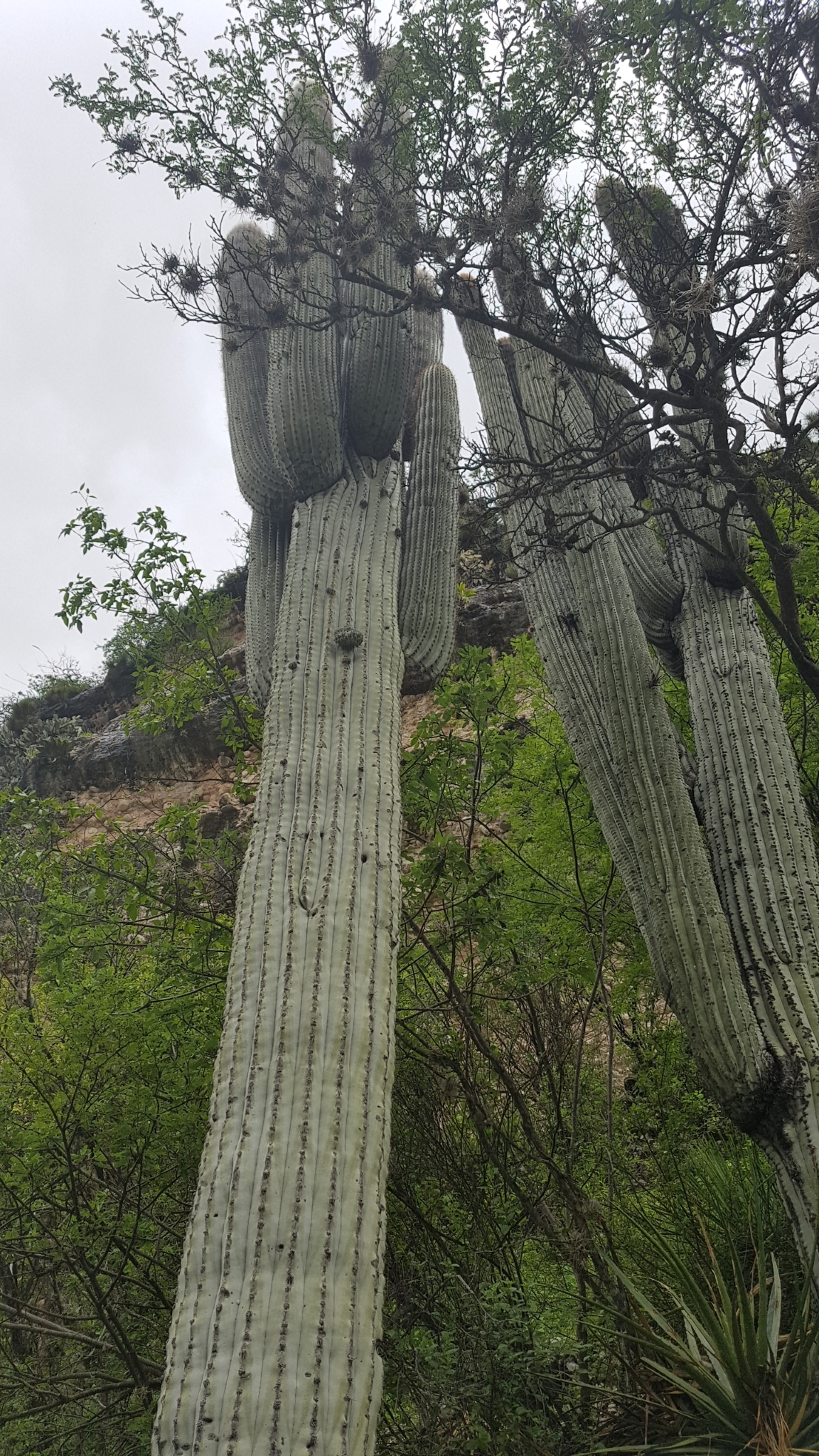
Detalle del tronco